# Бьорн Борг
Бьорн Рюне Бо̀рг (на шведски: Björn Rune Borg, [bjœːɳ bɔrj]  чуйте, произнася се най-близо до Бьорн Бори) е шведски тенисист. 

## Биография
Бьорн Рюне Бо̀рг е роден на 6 юни 1956  г. в Сьодертеле, Швеция. Той е единствено дете на Руне Борг (1932–2008) електротехник и Маргарета Борг (р. 1934 г.). Като дете Борг се очарова от златна тенис ракета, която баща му печели на турнир по тенис на маса. Баща му, му дава ракетата, с което започва неговата тенис кариера.

## Кариера
Бьорн Борг печели между 1974 и 1981 г. 11 титли от Големия шлем. Шампион е пет последователни пъти на Уимбълдън и общо шест пъти печели Ролан Гарос (2-ро място след Надал – 9).
През кратката си кариера, Борг печели 41% от турнирите от Големия шлем, в които участва (11 от 27) и 89,81% (141 – 16) от мачовете от Големия шлем, които играе. На Уимбълдън е спечелил 92,73% (51 – 4) от мачовете си. Той е един от четиримата играчи, който успява да спечели Уимбълдън и Ролан Гарос в една и съща година, също така е единственият, който успява да направи това в три последователни години.
Неговото съперничество с Джон Макенроу се смята за едно от най-добрите в историята на тениса, а срещата им на финала на Уимбълдън през 1980 г. се смята за един от най-великите мачове, играни някога.
Борг е смятан за един от най-големите в тениса за всички времена. Той е класиран от списание „Тенис“ като шестият най-велик играч мъже от оупън ерата.

## Постигнати резултати в турнирите от Големия шлем
| Легенда                    |
| -------------------------- |
| П (победител)              |
| Ф (финалист)               |
| ПФ (полуфинал)             |
| ЧФ (четвъртфинал)          |
| K (кръг в основната схема) |
| KК (кръг в квалификациите) |
| Н (не участва в турнира)   |
| П – З (Победи – Загуби)    |
| Т / У (Титли / Участия)    |

### Сингъл
| Турнир от Голям шлем | 1973   | 1974   | 1975   | 1976   | 1977   | 1978   | 1979   | 1980   | 1981   | Т / У   | П – З    | Победи % |
| -------------------- | ------ | ------ | ------ | ------ | ------ | ------ | ------ | ------ | ------ | ------- | -------- | -------- |
| ОП Австралия         | Н      | 3 К    | Н      | Н      | Н      | Н      | Н      | Н      | Н      | 0 / 1   | 1 – 1    | 50%      |
| Ролан Гарос          | 4 К    | П      | П      | ЧФ     | Н      | П      | П      | П      | П      | 6 / 8   | 49 – 2   | 96,08%   |
| Уимбълдън            | ЧФ     | 3 К    | ЧФ     | П      | П      | П      | П      | П      | Ф      | 5 / 9   | 51 – 4   | 92,73%   |
| ОП САЩ               | 4 К    | 2 К    | ПФ     | Ф      | 4 К    | Ф      | ЧФ     | Ф      | Ф      | 0 / 9   | 40 – 9   | 81,63%   |
| Победи-Загуби        | 10 – 3 | 11 – 3 | 16 – 2 | 17 – 2 | 10 – 1 | 20 – 1 | 18 – 1 | 20 – 1 | 19 – 2 | 11 / 27 | 141 – 16 | 89,81%   |

## Кариерна статистика

#### Титли отГолям шлем(11)
| година | турнир      | съперник         | резултат                       |
| ------ | ----------- | ---------------- | ------------------------------ |
| 1974   | Ролан Гарос | Мануел Орантес   | 2–6, 6–7(4–7), 6–0, 6–1, 6–1   |
| 1975   | Ролан Гарос | Гилермо Вилас    | 6–2, 6–3, 6–4                  |
| 1976   | Уимбълдън   | Илие Настасе     | 6–4, 6–2, 9–7                  |
| 1977   | Уимбълдън   | Джими Конърс     | 3–6, 6–2, 6–1, 5–7, 6–4        |
| 1978   | Ролан Гарос | Гилермо Вилас    | 6–1, 6–1, 6–3                  |
| 1978   | Уимбълдън   | Джими Конърс     | 6–2, 6–2, 6–3                  |
| 1979   | Ролан Гарос | Виктор Пеки      | 6–3, 6–1, 6–7(6–8), 6–4        |
| 1979   | Уимбълдън   | Тоско Танер      | 6–7(4–7), 6–1, 3–6, 6–3, 6–4   |
| 1980   | Ролан Гарос | Витас Герулайтис | 6–4, 6–1, 6–2                  |
| 1980   | Уимбълдън   | Джон Макенроу    | 1–6, 7–5, 6–3, 6–7(16–18), 8–6 |
| 1981   | Ролан Гарос | Иван Лендъл      | 6–1, 4–6, 6–2, 3–6, 6–1        |

#### Финали на турнири от Голям шлем (5)
| година | турнир    | съперник      | резултат                          |
| ------ | --------- | ------------- | --------------------------------- |
| 1976   | ОП САЩ    | Джими Конърс  | 4–6, 6–3, 6–7(9–11), 4–6          |
| 1978   | ОП САЩ    | Джими Конърс  | 4–6, 2–6, 2–6                     |
| 1980   | ОП САЩ    | Джон Макенроу | 6–7(4–7), 1–6, 7–6(7–5), 7–5, 4–6 |
| 1981   | Уимбълдън | Джон Макенроу | 6–4, 6–7(1–7), 6–7(4–7), 4–6      |
| 1981   | ОП САЩ    | Джон Макенроу | 6–4, 2–6, 4–6, 3–6                |

#### Титли на Финалния турнирСветовния Тур на ATP(2)
| година | място   | финален турнир   | съперник във финала | резултат      |
| ------ | ------- | ---------------- | ------------------- | ------------- |
| 1979   | Ню Йорк | Гран При Мастърс | Витас Герулайтис    | 6–2, 6–2      |
| 1980   | Ню Йорк | Гран При Мастърс | Иван Лендъл         | 6–4, 6–2, 6–2 |

#### Финали на Финалния турнирСветовния Тур на ATP(2)
| година | място   | финален турнир   | съперник във финала | резултат      |
| ------ | ------- | ---------------- | ------------------- | ------------- |
| 1975   | Ню Йорк | Гран При Мастърс | Илие Настасе        | 2–6, 2–6, 1–6 |
| 1977   | Ню Йорк | Гран При Мастърс | Джими Конърс        | 4–6, 6–1, 4–6 |

#### Титли от WCT турнир в края на годината (1)
| година | място | финален турнир | съперник      | резултат           |
| ------ | ----- | -------------- | ------------- | ------------------ |
| 1976   | Далас | WCT финали     | Гилермо Вилас | 1–6, 6–1, 7–5, 6–1 |

#### Финали от WCT турнир в края на годината (3)
| година | място | финален турнир | съперник      | резултат           |
| ------ | ----- | -------------- | ------------- | ------------------ |
| 1974   | Далас | WCT финали     | Джон Нюкъмб   | 6–4, 3–6, 3–6, 2–6 |
| 1975   | Далас | WCT финали     | Артър Аш      | 6–3, 4–6, 4–6, 0–6 |
| 1979   | Далас | WCT финали     | Джон Макенроу | 5–7, 6–4, 2–6, 6–7 |